# Église Sainte-Angélique de Papineauville
L'église Sainte-Angélique est un édifice religieux situé à Papineauville au Québec (Canada). Il s'agit d'un édifice de style éclectique construit en 1902 - 1903 selon les plans de l'architecte Casimir Saint-Jean (1864 – 1918). Elle a été citée immeuble patrimonial par la municipalité de Papineauville en 1989.

## Histoire
En 1852 les habitants de la Petite-Nation présentèrent une requête à l’Évêque de Bytown du diocèse d'Ottawa pour ériger une paroisse afin de se détacher de la paroisse Notre-Dame de Bonsecours. Le 15 février 1853, l'évêque de Bytown signa un décret canonique érigeant canoniquement la Paroisse Saint-Angélique, en Seigneurie de la Petite Nation. C'est Denis-Benjamin Papineau qui donna le terrain pour l’église et le cimetière et la Paroisse fut mise sous la protection de Saint Angèle en l'honneur de Louise-Angélique, l'épouse de Denis-Benjamin. La première messe fut célébrée par les Pères Médard Bourassa et Arthur Migneault avant 1853, dans une maison située au 317 rue Papineau qui appartenait à Henri Hillman. L'abbé David, premier curé de la paroisse, enregistra l'érection civile de Sainte-Angélique en 1859. Sous la direction de Napoléon Bourassa, l'église fut construite et inaugurée et le 23 octobre 1862 par la bénédiction de Monseigneur Joseph-Eugène-Bruno Guigues, évêque d'Ottawa,. 
Le village de Papineauville se détache de la municipalité de la paroisse de Sainte-Angélique en 1896. L'église était rendue trop petite et demandait des réparations considérables. Les plans de la nouvelle église sont conçus par l'architecte Casimir Saint-Jean (1864 – 1918). Elle est construite en 1902 et 1903 par les entrepreneurs Boileau et frères de L'Île-Bizard. Le clocher est récupéré du premier lieu de culte de 1853. En 1947, un revêtement en pierre de Caen est ajouter au mur du chœur. Une partie de la tribune est ensuite fermée. Le maître-autel, les autels latéraux et la balustrade sont enlevés. L'église est citée immeuble patrimonial le 20 février 1989 par la municipalité du village de Papineauville. L'intérieur et l'extérieur de l'église sont restaurés en 1996.